# 倫住嚟試
《倫住嚟試》（1996年4月1日–2005年5月13日），是香港電台第二台的一個遊戲娛樂雜誌式節目。最初是在逢星期一至星期五下午3時至4時由梁奕倫一人主持，而其中李志剛、羅敏莊、張裕東亦有客串主持，此階段是整整一個小時完全是以玩遊戲為主，後來節目再調往下午1時至3時，由梁奕倫、李志剛及羅敏莊（當時因合約關係化名作「秘密仔」或「文員A」）主持，節目再調動後改作逢星期一至星期五下午5時至7時。由梁奕倫、范振鋒、阿感擔任主持。曾主持節目有CY、小白、趙淑君（Maggie）、豪仔（後離開電台做律師），節目主題曲初時由梁奕倫主唱，第二版本則由張智霖主唱（兩版本只是編曲及主唱不同，曲詞一樣）。每逢夏天，《倫住嚟試》會舉辦School Tour與新人為主的歌星們到全港中學表演。未正式成為節目前，只是《娛樂滿天星》的環節。當初主要讓各明星試一些從來未做過的事。

## 曾播放廣播劇
| 年度   | 劇名                       | 演員                                                    | 主題曲                 | 集數 |
| ------ | -------------------------- | ------------------------------------------------------- | ---------------------- | ---- |
|        | 《想愛你》                 | 梁奕倫、容祖兒                                          |                        | 10集 |
|        | 《點做至好》               | 梁奕倫、容祖兒、何韻詩、謝霆鋒                          |                        | 13集 |
| 2000年 | 《Marry Me, Merry X'Mas》  | 梁奕倫、曾淑儀                                          | 《雙腳著地》           |      |
| 2001年 | 《大倫爸爸》               | 梁奕倫                                                  | 《一命、二運、三風水》 |      |
| 2002年 | 《恭喜發財馬友友》         | Twins、梁奕倫、范振鋒、阿感                             |                        | 5集  |
| 2002年 | 《自由之丘》               | 梁奕倫、范振鋒、梁詠琪、何韻詩、Shine、阿感、蔡卓妍、CY | 《喊濕枕頭》           | 25集 |
| 2002年 | 《今天應該更高興》         | 梁奕倫、范振鋒、阿感、CY、容祖兒、Boy'z                 | 《今天應該更高興》     | 25集 |
| 2003年 | 《Love...Please Encore》   | 梁奕倫、范振鋒、鄭希怡                                  | 《安哥之歌》           | 16集 |
| 2004年 | 《正義聯盟 Double Eleven》 | 梁奕倫、范振鋒、阿感、CY、區文詩、阿Lu                  |                        | 13集 |
| 2004年 | 《無可奉告》               | Twins、李璨琛、阿感、梁奕倫、范振鋒、CY、吳日言         | 《戀愛預告》           | 20集 |
| 2004年 | 《青蔥歲月》               | At17、林一峰、余文樂                                    | 《青蔥歲月》           | 20集 |
| 2005年 | 《陳穎森的十四封信》       | 梁奕倫、林二汶                                          |                        |      |

## 曾播放的環節

### 日記式接龍遊戲
由2004年9月1日起，用幻想、文字及聲音日記式記載，全港中學、大學生與所有聽眾再作交流及投稿。故事由一位中四女生，自己改名為Lucy由九月一日寫的日記開始。